# Coentreprise sino-étrangère
En Chine, la coentreprise sino-étrangère de capitaux propres est la forme la plus utilisée, elle est née de l'obligation pour les investisseurs étrangers de s'associer à un partenaire chinois. C'est une société à responsabilité limitée, c'est-à-dire que les investisseurs et le directeur ne sont pas eux-mêmes responsables des dettes de la société. Une coentreprise chinoise peut ainsi acheter des terres, construire des bâtiments, ou employer des Chinois. Normalement, elle est fondée pour 30 ou 50 ans. La coentreprise peut être faite avec une entreprise chinoise. Chaque partie doit apporter au moins 25 % de l'investissement. L'investissement minimum est de 100 000 RMB et doit être fait sous une forme monétisable. Le directoire est composé d'au moins trois personnes.
En fait, il existe plusieurs formes juridiques d'entreprises en Chine. On y fait une distinction entre les entreprises chinoises et les entreprises à investissements étrangers (EIE).
Les investissements juridiques en Chine sont guidés par le plan, au travers d'un catalogue qui indique par secteur d'activité, les investissements étrangers encouragés, autorisés, restreints ou interdits.
Une autorisation préalable du Ministère du Commerce chinois (Mofcom) ou de sa représentation au niveau local préalable est nécessaire pour une EIE.
La législation sur les EIE se compose notamment de :
- la loi du 8 juillet 1979 relative aux « Equity joint venture » ;
- la loi du 13 avril 1988 relative aux « cooperative joint venture » ;
- la loi du 12 avril 1986 sur les entreprises à capitaux exclusivement étrangers[3].

La loi sur les sociétés est également applicable.
Lorsque les capitaux ne sont pas exclusivement étrangers, deux formes de coentreprises existent : L'entreprise mixte de capitaux ou equity joint venture (EJV) est la forme classique dans laquelle la répartition des bénéfices est proportionnelle à l'apport des associés. La participation étrangère peut-y être plafonnée. L'autre forme est la société mixte coopérative (Cooperative joint venture - CJV) pour laquelle il existe moins de contraintes, notamment dans la répartition des bénéfices. Cette dernière forme reste toutefois plus délicate à gérer en raison d'une absence de répartition claire du capital. Elle a été initialement utilisée par les opérateurs de télécommunications chinois qui pouvaient par le biais de CJV sous-louer de la bande passante à des opérateurs étrangers qui n'avaient pas le droit d'investir directement dans le secteur des télécommunications, jugé trop stratégique.
La Loi sur les investissements étrangers de la république populaire de Chine est adoptée par l'Assemblée populaire nationale le 15 mars 2019 et entrera en vigueur le 1 janvier 2020. La loi unifiée remplace la loi sur les joint ventures à capitaux sino-étrangers, la loi sur les joint ventures contractuelles à capitaux étrangers, et la loi sur les sociétés à capitaux entièrement étrangers.